# Iván Zulueta
Iván Zulueta (* 29. September 1943 in Donostia-San Sebastián; † 30. Dezember 2009 ebenda), mit bürgerlichem Namen Juan Ricardo Miguel Zulueta Vergarajauregui, war ein spanischer Filmregisseur. 

## Leben und Werk
Er drehte vor allem Kurzfilme, wobei jedoch einer seiner beiden abendfüllenden Spielfilme „Arrebato“ (Anfall) aus dem Jahre 1979, in dem es um einen Filmschaffenden in einer wahnhaften Krise geht, in Spanien Kultstatus erreichte. Der Film gilt – neben den frühen Arbeiten von Pedro Almodóvar – als wichtigster cineastischer Ausdruck der Movida madrileña, einer Jugend- und Kulturbewegung im Spanien der Transición am Ende der Franco-Diktatur.
Zulueta machte sich auch als Designer, Fotograf und Maler von Filmplakaten einen Namen. „Arrebato“ brachte ihm trotz des Erfolgs kaum Geld ein. In den 80er Jahren zog er sich wegen seiner Heroinsucht längere Zeit für eine Entzugstherapie zurück. Später arbeitete er für das Fernsehen. 
Er starb im Alter von 66 Jahren in seiner baskischen Heimatstadt San Sebastián an einem Lungenleiden.